# Eparchie Sidon

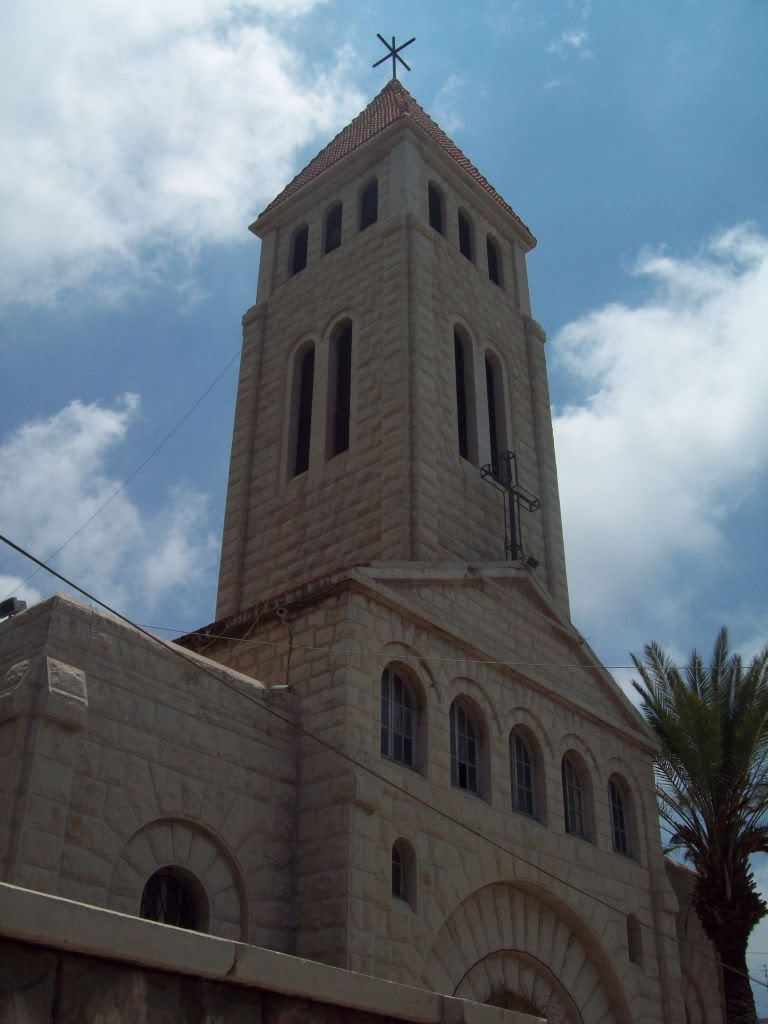
Kirchturm der Kathedrale

Die Eparchie Sidon (lat.: Eparchia Sidoniensis Maronitarum) ist eine im Libanon gelegene Eparchie der maronitischen Kirche mit Sitz in Sidon.

## Geschichte
Die Eparchie Sidon besteht seit den Anfängen der maronitischen Kirche, war aber mit der Erzeparchie Tyros vereint. Die Synode vom Berg Libanon im Jahr 1736 errichtete die Eparchie Tyros-Sidon. Die beiden Eparchien wurden am 18. Februar 1900 oder nach anderen Quellen am 26. Januar 1906 getrennt.

## Bischöfe der Eparchie Sidon
- Paul Basbous, 1900–1919
- Agostino Bostani, 1919–1957
- Anton Peter Khoraiche, 1957–1975, dann Patriarch von Antiochien
- Ibrahim Hélou, 1975–1996
- Tanios El Khoury, 1996–2005
- Elias Nassar, 2005–2017
- Maroun Ammar, seit 2017[1]